# Handball Siena
L'EGO Handball Siena è stata una squadra di pallamano avente sede nella città di Siena.
Dal 2018, anno della sua fondazione, al 2021, ha militato in Serie A1 che è il massimo campionato nazionale italiano di pallamano maschile.
Disputava le proprie gare interne presso il PalaEstra.

## Storia
La Ego Handball Siena nasce ufficialmente nel luglio 2018. 
La pallamano a Siena viene portata da Marco Santandrea, presidente dell'azienda Ego, sponsor precedentemente della Pallamano Tavarnelle. Dopo la riforma del campionato e la conseguente retrocessione del Tavarnelle, la volontà di avere una squadra toscana in Serie A, unita alla volontà della Federazione di coinvolgere le grandi città italiane nella pallamano, fanno sì che la l'Ego Siena acquisisca il titolo sportivo per la massima serie dal Tavarnelle per la stagione 2018-2019.
Alla prima stagione nella massima serie, l'Ego Siena raggiunge una tranquilla salvezza chiudendo il campionato all'ottavo posto e sfiora una clamorosa qualificazione alle Final 8 di Coppa Italia. 
Nella successiva stagione, ospita la Final 8 di Coppa Italia al PalaEstra, perdendo contro Bolzano la finale. Chiuso il campionato al quinto posto a causa della pandemia di COVID-19, acquisisce il titolo del Bozen per la partecipazione all'EHF Cup della stagione successiva, sbarcando in Europa dopo sole due stagioni.
Nella stagione 2020-2021, dopo una prima parte di campionato dove guida la classifica, comincia a perdere punti per strada, concludendo il campionato al sesto posto. In European Cup il sorteggio non è benevolo, in quanto l'Ego pesca i futuri finalisti della competizione, gli sloveni del RK Gorenje Velenje. Il doppio confronto vede Siena tenere testa alla squadra slava solo nella partita di ritorno al PalaEstra.
In Coppa Italia il cammino è deludente, in quanto la squadra viene eliminata ai quarti di finale dal Cassano Magnago.
Il 30 giugno 2021, il presidente Santandrea annuncia la rinuncia d'iscrizione al campionato per la stagione 2021-2022 e la conseguente dissoluzione della società.

## Partecipazioni alle coppe europee
| Competizione     | Partite Giocate | Partite Vinte | Partite Pareggiate | Partite Perse | Gol Fatti | Gol subiti | Differenza reti |
| ---------------- | --------------- | ------------- | ------------------ | ------------- | --------- | ---------- | --------------- |
| EHF European Cup | 2               | 0             | 0                  | 2             | 44        | 61         | -17             |
| Totale           | 2               | 0             | 0                  | 2             | 44        | 61         | -17             |

### Risultati

#### European Cup 2020-21
- SECONDO TURNO

| Squadra 1          | Squadra 2 | Andata  | Ritorno | Totale  |
| ------------------ | --------- | ------- | ------- | ------- |
| RK Gorenje Velenje | EGO Siena | Velenje | Siena   | 61 - 44 |
| RK Gorenje Velenje | EGO Siena | 32 - 20 | 29 - 24 | 61 - 44 |

## Palazzetto
La Ego Handball Siena disputa le gare interne di campionato al PalaEstra a Siena. Il palasport ha una capienza di 5.070 posti ed è sito in via Achille Sclavi, ma non può ospitare eventi internazionali.

## Rosa 2020-2021

### Giocatori
| N° | Naz.                  | Ruolo | Sportivo            | Anno |  |  |
| -- | --------------------- | ----- | ------------------- | ---- |  |  |
| 1  | Italia (bandiera)     | P     | Alessandro Leban    | 1998 |  |  |
| 16 | Italia (bandiera)     | P     | Giovanni Pavani     | 2000 |  |  |
| 2  | Italia (bandiera)     | T     | Leonardo Del Mastio | 2002 |  |  |
| 5  | Italia (bandiera)     | PV    | Michele Bufoli      | 1994 |  |  |
| 6  | Italia (bandiera)     | T     | Davide Galliano     | 2002 |  |  |
| 7  | Italia (bandiera)     | PV    | Raul Bargelli       | 1999 |  |  |
| 9  | Italia (bandiera)     | A     | Filippo Pasini      | 2000 |  |  |
| 10 | Italia (bandiera)     | T     | Kreshnik Kasa       | 2001 |  |  |
| 11 | Italia (bandiera)     | A     | Umberto Bronzo      | 2000 |  |  |
| 14 | Italia (bandiera)     | A     | Lorenzo Senesi      | 1998 |  |  |
| 17 | Italia (bandiera)     | T     | Aldo Riccardi       | 1995 |  |  |
| 18 | Italia (bandiera)     | A     | Stefano Arcieri     | 1998 |  |  |
| 19 | Montenegro (bandiera) | T     | Božidar Nikočević   | 1993 |  |  |
| 20 | Italia (bandiera)     | T     | Luiz Felipe Gaeta   | 1982 |  |  |
| 21 | Italia (bandiera)     | A     | Niccolò Del Mastio  | 1996 |  |  |
| 23 | Italia (bandiera)     | T     | Christian Guggino   | 2003 |  |  |
| 33 | Argentina (bandiera)  | A     | Nicolás Frank       | 1986 |  |  |
| 99 | Albania (bandiera)    | A     | Matteo Sulejmani    | 1999 |  |  |

### Staff
- Allenatore:  Branko Dumnić
- Preparatore atletico:  Andrea Vigni
- Fisioterapista:  Biagio Helias Alfano
- Medico:  Gilberto Martelli
- Dietista:  Giulia Moscaritolo

## Allenatori e presidenti
- 2018-2019  Alessandro Fusina
- 2019-2020  Alessandro Fusina (1ª-14ª)
 Boris Lisica (14ª-20ª)
- 2020-2021  Branko Dumnić

- 2018-2021  Marco Santandrea